# Médaille d'honneur des chemins de fer
La médaille d’honneur des chemins de fer est une médaille d'honneur du travail, elle récompense, compte tenu de leur qualité et de leur durée, les services rendus dans leur emploi par les agents et ouvriers français et ressortissants de l'Union française ou des États protégés, en service dans les Chemins de fer.

## Historique
C'est par le décret du 19 aout 1913 que la médaille d'honneur des chemins de fer a vu le jour. Elle était décernée après trente ans de services. Depuis cette date, de nombreuses modifications sont venues éclaircir le texte initial telles que :
- décret du 13 mars 1919 : Création de l'échelon vermeil ;
- décret du 5 juin 1953 : Modifications des conditions d'attributions ;
- décret du 28 mars 1977 : Création de l'échelon or ;
- décret du 20 mai 2010 : Modifications des conditions d'attributions.

## Conditions d'attribution
Aux termes de ces dispositions, les personnes concernées sont les suivantes :
Les salariés, français ou ressortissants d'un autre État de la communauté européenne, en service ou ayant servi dans les chemins de fer d'intérêt général ou d'intérêt local de la France continentale, de la Corse ou des départements d'outre-mer, ou détachés à l'étranger. Peuvent également recevoir la médaille d'honneur, les contractuels de nationalité française ou étrangère en service à la société nationale des chemins de fer français (SNCF) sur le territoire national et les contractuels de nationalité étrangère occupés dans les représentations de la SNCF à l'étranger. Les agents ayant été sanctionnés d'un blâme avec inscription au dossier dans les 10 dernières années précédant l'année de candidature ne peuvent recevoir la médaille.
La médaille peut être attribuée à titre posthume. De plus, les anciens combattants titulaires soit de l'ordre de la Légion d'honneur, de la médaille militaire ou de la médaille de la résistance soit d'un grade dans l'ordre national du Mérite et de deux titres de guerre obtiennent directement médaille de vermeil pour vingt-cinq années de services et la médaille d'or pour trente années de services.

## Grades
La médaille d'honneur des chemins de fer comporte trois échelons :
- Argent : 25 années de services ;
- Vermeil : 35 années de services ;
- Or : 38 années de services.

Ces durées sont ramenées à 20, 30 et 33 ans pour les agents de conduite dès lors qu'ils peuvent justifier de 15 années de services en cette qualité. Les titulaires reçoivent également un diplôme nominatif.
Le revers de la médaille permet la gravure du nom - prénom et de l'année d'attribution.

## Modèles et variantes
| Période     | Argent | Vermeil | Or |
| ----------- | ------ | ------- | -- |
| 1913 – 1939 |        | \| \|   | —  |
| 1913 – 1939 |        | —       |    |
| 1939 – 1953 |        |         | —  |
| 1939 – 1953 |        | —       |    |
| 1953 – 1977 |        |         | —  |
| 1953 – 1977 |        | —       |    |
| Depuis 1977 |        |         |    |
|             |        |         |    |
|             |        |         |    |

### Médaille1ermodèle(1913-1939)
Médailles rondes en argent ou en vermeil (à partir de 1919), 32 mm de diamètre. La gravure est de Oscar Roty (principal graveur de pièces et de timbres de l'époque).
- À l'avers : On y observe l'effigie de la République coiffée du bonnet phrygien et couronnée.
  - Légende : REPUBLIQUE  FRANÇAISE
- Au revers : On y observe un cartouche nominatif qui surmonte une couronne mi-feuilles de chêne, mi-feuilles de laurier avec deux bandeaux portant respectivement les mots  HONNEUR  et  TRAVAIL. La couronne encadrait la proue d’une locomotive à vapeur et un sémaphore. 
  - Légende : MINISTERE DES TRAVAUX PUBLICS - CHEMINS DE FER.

Un modèle de rappel à la boutonnière existe.

### Médaille2emodèle(1939-1953)
Médailles rondes en argent ou en vermeil, 32 mm de diamètre. La gravure est de Charles-Maurice Favre-Bertin.
- À l'avers : On y observe une roue de locomotive à vapeur.
  - Légende : MEDAILLE - DES - CHEMINOTS et les initiales R - F.
- Au revers : On y observe une main manœuvrant un levier d’aiguillage surmontant un cartouche nominatif.

### Médaille3emodèle(1953-1977)
Médailles rondes en bronze argenté ou doré, 32 mm de diamètre. La gravure est de Georges Guiraud.
- À l'avers : On y observe l’effigie de la République, coiffée du bonnet phrygien et placée sur un fond de rails, étant entourée par deux branches de laurier.
  - Légende : REPUBLIQUE  FRANÇAISE.
- Au revers : On y observe une branche de laurier, une locomotive à vapeur et une locomotive électrique surmontant un cartouche nominatif.
  - Légende : MEDAILLE D’HONNEUR DES CHEMINS DE FER.

### Médaille4emodèle(à partir de 1977)
Art. 1er — Les médailles d'honneur des chemins de fer d'argent, de vermeil et d'or décernées par le secrétaire d'Etat auprès du ministre de l'équipement et de l'aménagement du territoire (transports), en exécution du décret susvisé, sont conformes au modèle établi par M. Guiraud (Georges), graveur, et déposé à l'administration des monnaies et médailles qui assurera la fabrication.
Elles peuvent être frappées en bronze argenté ou doré.
Elles sont du modèle de 32 mm pour les médailles d'argent et de vermeil et de 36 mm pour la médaille d'or et portent, sur l'avers, l'effigie de la République française et, sur le revers, une locomotive à vapeur et une motrice de tête de rame T. G. V. entourées de l'inscription « Médaille d'honneur des chemins de fer ».
Le nom du titulaire ainsi que le millésime sont gravés sur le revers.
Le ruban a une largeur totale de 36 mm pour les médailles d'argent et de vermeil et de 38 mm pour la médaille d'or et porte sept bandes longitudinales d'égale largeur, savoir de gauche à droite, vu de face : bleu, blanc, rouge, blanc, bleu, blanc, rouge. En outre, une palme dorée est fixée sur le ruban de la médaille d'or.
Les titulaires de la médaille d'honneur de vermeil et d'or sont autorisés à porter le ruban garni d'une rosette aux mêmes couleurs.
Art. 2. — En tenue de ville le port du ruban ou de la rosette sans la médaille est autorisé.
Art. 3. — Les titulaires reçoivent un diplôme portant leurs nom et prénoms.

### Médaille d'honneur des chemins de fer coloniaux
Le décret en date du 17 décembre 1936, permet aux agents des chemins de fer coloniaux autres que ceux d’Indochine, de posséder une médaille spécifique : la Médaille d’honneur des Chemins de fer coloniaux. L'attribution de cette distinction fut ensuite étendue au personnel de l’Indochine, à compter du décret du 24 août 1937. Enfin, par un décret du 21 avril 1950, cette dernière prit alors le nom de Médaille d’honneur des Chemins de fer de la France d’Outre-Mer ( F.O.M.).
Il existe 6 modèles pour la Médaille d'honneur des Chemins de fer coloniaux :
- Indochine
- Togo
- Cameroun
- Afrique Occidentale Française
- Afrique Equatoriale Française
- Madagascar

A noter qu'il n'existe pas de médaille à l'échelon vermeil. Le revers de ces médailles est rarement attribué.
| Indochine | Togo | Cameroun | A.O.F. | A.E.F. | Madagascar |
| --------- | ---- | -------- | ------ | ------ | ---------- |
|           |      |          |        |        |            |